# Коваль, Иван Лукич
Иван Лукич Коваль (1886, Ольшаны, Харьковская губерния — 25 августа 1958, Валки, Харьковская область) — украинский советский деятель, передовик сельского хозяйства. Герой Социалистического Труда (1948). Депутат Верховного Совета УССР 2-4 созывов. Член ЦК КПУ в 1952—1958 годах.

## Биография
Родился в семье крестьянина-бедняка. С двенадцатилетнего возраста батрачил. С 1904 года работал чернорабочим в Харькове на кирпичном и машиностроительном заводах. Участвовал в событиях революции 1905—1907 годов. В 1912—1915 годах — паровозный кочегар на Южной железной дороге. В 1915 году мобилизован в армию, участник Первой мировой войны, находился на фронтах до 1918 года. За революционную агитацию среди солдат был приговорен в 1916 году к 8 месяцам тюремного заключения. В 1917 году стал членом РСДРП(б).
- В 1918—1919 годах — в Красной Армии, участник Гражданской войны.
- В 1921—1924 годах — секретарь Ольшанского районного комитета КП(б)У; председатель Ольшанского районного исполнительного комитета; заведующий отделом Харьковского уездного исполнительного комитета Харьковской губернии.
- В 1924—1929 годах — заведующий отделом Харьковского окружного исполнительного комитета. В 1920-х годах окончил курсы руководителей машинно-тракторных станций.
- В 1929—1934 годах — директор Лихачёвской машинно-тракторной станции Харьковской области.
- В 1934—1941 годах — директор Валковской МТС Харьковской области. Находился в эвакуации, где также работал директором машинно-тракторной станции. В 1944 году участвовал в восстановлении Сеньковской МТС.
- В 1945—1958 годах — директор Валковской МТС (после реорганизации в 1958 году — РТС) Харьковской области.

## Награды
- Герой Социалистического Труда (07.05.1948)
- орден Ленина (07.05.1948)
- Орден Трудового Красного Знамени (28.11.1956)
- орден «Знак Почёта» (26.02.1958)
- Малая золотая медаль сельскохозяйственной выставки в Москве (1940);
- медали.